# Běh na 100 yardů
Běh na 100 yardů (91,44 metru) je neoficiální sprinterská disciplína, běhaná především v anglosaském světě (1 yard je základní anglosaskou mírou a je roven 91,44 cm). Jde tedy o vzdálenost mírně kratší než je populární běh na 100 metrů. Oficiální světový rekord mužů se posunul od hodnoty ručního měření 10,5 sekundy (F. C. Saportas, 1870 – na stometrové trati by to představovalo čas kolem 11,4 s.) až po aktuálních 9,07 sekundy jamajského sprintera Asafy Powella. Ten zaběhl světový rekord dne 27. května 2010 na mítinku Zlaté tretry v Ostravě. Mezičas na 100 yardů byl změřen při jeho vítězném čase na 100 metrů 9,83 s. Běžel přitom v dešti a mírném protivětru (-0,5 m/s), za ideálních podmínek by se tak pravděpodobně dostal i pod 9 sekund (což se zřejmě také stalo při neměřených mezičasech jak jeho osobního rekordu, tak i nejlepších časů Usaina Bolta a Tysona Gaye – nejspíš v rozmezí 8,8 až 8,9 s.).
V ženské kategorii je rekordním časem 9,91 sekundy sprinterky Veroniky Campbell-Brownové ze Zlaté tretry z 31. května roku 2011. Také v této kategorii jde samozřejmě pouze o nejrychlejší z oficiálně elektronicky změřených časů, při nejrychlejších časech na 100 metrů by byl mezičas jistě rychlejší (nejspíš kolem 9,6–9,8 s.).